# Grand Prix automobile d'Italie 1953
GP précédent GP suivant
Le Grand Prix d'Italie 1953 (XXIV° Gran Premio d'Italia), disputé sous la réglementation Formule 2 sur le circuit de Monza le 13 septembre 1953, est la trente-deuxième épreuve du championnat du monde de Formule 1 courue depuis 1950 et la neuvième manche du championnat 1953.

## Contexte avant le Grand Prix

### Le championnat du monde
Les championnats du monde 1952 et 1953 auraient dû se disputer sous la réglementation formule 1 4500 cm3 (ou 1500 cm3 si suralimentation). Le désengagement des principaux constructeurs à la fin de la saison 1951 conduisit toutefois les instances sportives à imposer la formule 2 (moteurs deux litres atmosphériques ou 500 cm3 suralimentés) pour les épreuves mondiales, dans l'attente de la nouvelle réglementation F1 2500 cm3 en vigueur à partir de 1954.
Depuis deux saisons, la Scuderia Ferrari domine le championnat grâce à la 500 F2 qui a remporté toutes les épreuves à l'exception des 500 miles d'Indianapolis, disputés avec des monoplaces spécifiques. Depuis à sa victoire au Grand Prix de Suisse, la cinquième de l'année, Alberto Ascari s'est déjà assuré le titre 1953. Malgré cette éclatante réussite, Enzo Ferrari a annoncé que la course de Monza serait la dernière pour son écurie, prétextant des problèmes de budget. Il s'agit en fait d'une manœuvre destinée à obtenir des aides du gouvernement italien, mais cette déclaration a incité les organisateurs du Grand prix d'Espagne, prévu le 26 octobre, à annuler leur épreuve. Le Grand Prix d'Italie devient ainsi la dernière épreuve du championnat, avec pour principal enjeu la seconde place du championnat du monde à laquelle peuvent prétendre Giuseppe Farina, Juan Manuel Fangio et Mike Hawthorn. C'est également la dernière occasion pour l’équipe Maserati, dont les puissantes monoplaces ont à plusieurs reprises frôlé la victoire cette saison, de battre Ferrari.

### Le circuit

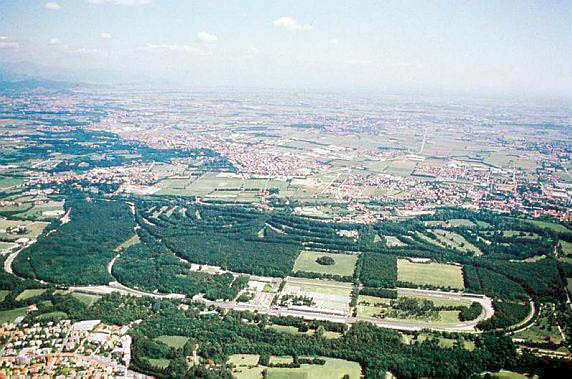
Vue aérienne de l'autodrome de Monza.

Situé à environ vingt kilomètres au nord de Milan, la piste de Monza est l'une des plus rapides d'Europe. Son tracé en L, comportant une longue ligne droite et des courbes rapides, favorise les courses en peloton, où l'aspiration joue un rôle prépondérant. La barre des 200 km/h au tour a été atteinte par Juan Manuel Fangio lors des essais en 1951, avec une Alfa Romeo Alfetta de plus de 400 chevaux. Les moyennes réalisées par les meilleures formules 2, qui disposent d'une puissance deux fois moindre, sont de l'ordre de 180 km/h.

## Monoplaces en lice
- Ferrari 500 et 553 "Usine"

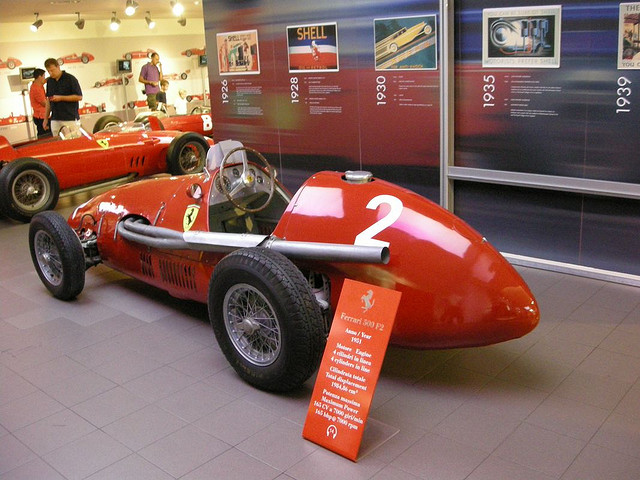
La Ferrari 500, dominatrice des championnats 1952 et 1953.

Grâce à la souplesse de son quatre cylindres et à ses grandes qualités de tenue de route, freinage et motricité, la Ferrari 500 F2 connaît une exceptionnelle réussite, invaincue en championnat du monde depuis deux saisons. Dans sa dernière évolution, avec un moteur développant 185 chevaux à 7500 tr/min et un poids à sec de 615 kg, sa vitesse de pointe est de l'ordre de 265 km/h. Alberto Ascari, Giuseppe Farina, Luigi Villoresi et Mike Hawthorn disposent de leurs monoplaces habituelles, tandis qu'Umberto Maglioli et Piero Carini font débuter les nouvelles 553, à châssis tubulaire et réservoirs latéraux. Au côté des six voitures d'usine, Louis Rosier a engagé sa Ferrari 500 personnelle.
- Maserati A6SSG "Usine"

Avec son six cylindres en ligne développant plus de 190 chevaux, la A6SSG (également appelée A6GCM « Interim ») est la monoplace la plus puissante et la plus rapide du plateau. Leader de l'équipe, Juan Manuel Fangio dispose ici d'une version encore plus performante (plus de 200 chevaux), déjà utilisée aux essais du Grand Prix de Suisse. Toutefois, la Maserati, dont le châssis est équipé d'un pont arrière rigide, s'avère délicate à piloter, nettement moins efficace que la Ferrari 500 au niveau de la motricité et du freinage. Elle s'avère néanmoins redoutable sur les circuits rapides. Fangio est épaulé par ses coéquipiers habituels Felice Bonetto et Onofre Marimon, José Froilán González étant quant à lui toujours indisponible à la suite de son accident survenu fin juillet aux essais du Grand Prix de Lisbonne. Il est remplacé par Sergio Mantovani et Luigi Musso, qui se partagent le volant de la quatrième voiture d'usine. Emmanuel de Graffenried engage une voiture identique, préparée par la Scuderia Platé, et la Scuderia Milano a amené deux A6GCM de l'année précédente pour le Brésilien Chico Landi et le Prince Bira.
- Gordini T16 "Usine"

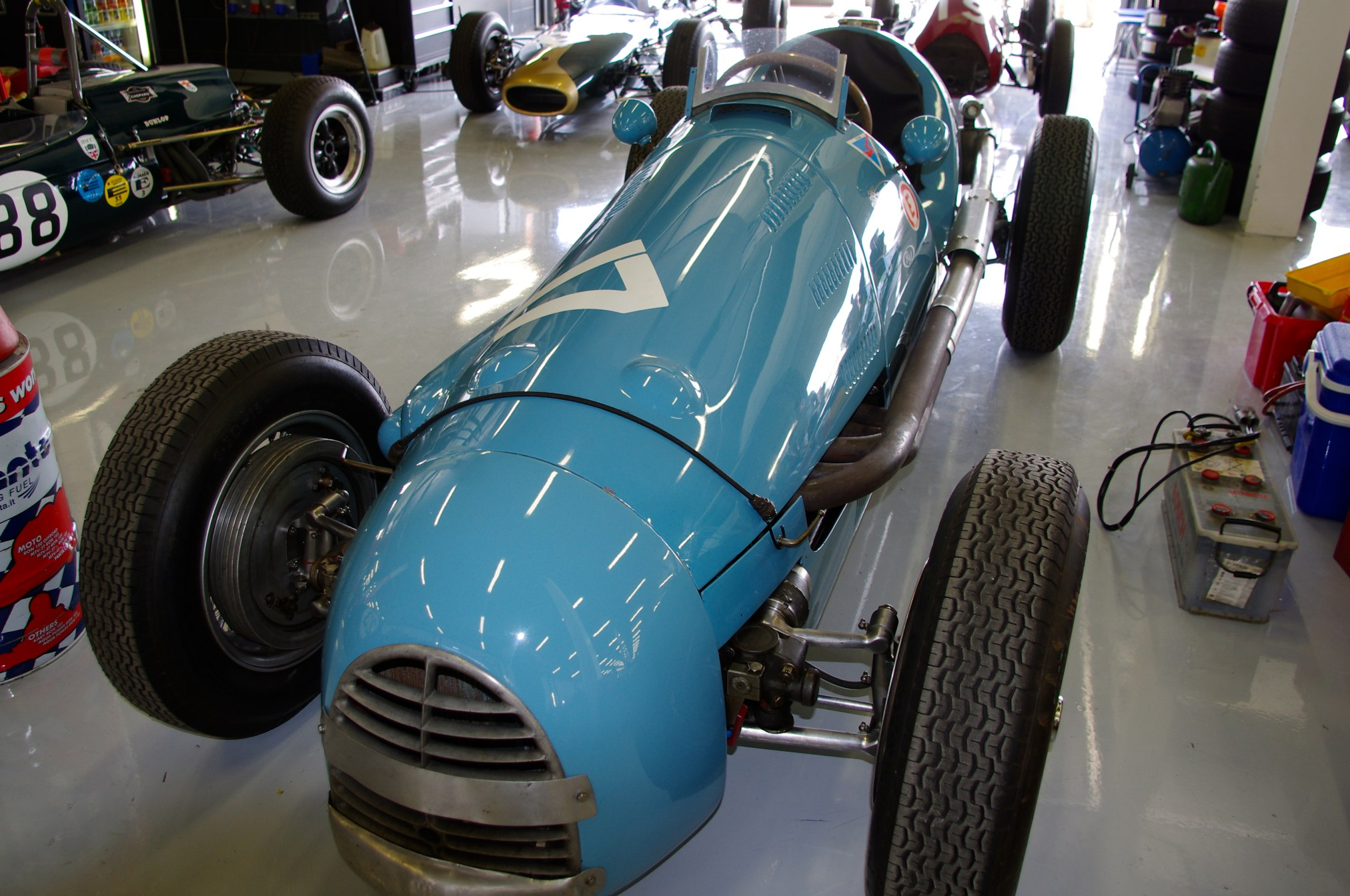
Une saison 1953 décevante pour les Gordini T16.

Amédée Gordini a engagé trois T16 pour Jean Behra, Maurice Trintignant et Roberto Mieres. Ces agiles monoplaces sont équipées d'un six cylindres en ligne développant environ 160 chevaux. Le manque de moyens de la petite structure a sérieusement nui à la préparation des voitures cette saison, et seul Trintignant est parvenu à terminer une fois dans les points, s'étant classé cinquième lors du Grand Prix de Belgique.
- HWM 53 "Usine"

Disposant d'un moteur Alta d'une puissance de l'ordre de 160 chevaux, ces monoplaces britanniques sont équipées d'une boîte de vitesses pré-sélective Wilson. Pilote numéro un de l'équipe, Lance Macklin est épaulé par le Français Yves Giraud-Cabantous et par l'Américain John Fitch qui effectue à Monza ses débuts en championnat du monde.
- Connaught A "Usine"

Après avoir fait l'impasse sur le Grand Prix de Suisse, l'équipe Connaught a engagé pour Monza trois « Type A » à moteur quatre cylindres Lea Francis alimenté par injection, d'une puissance de l'ordre de 150 chevaux. Elles sont attribuées aux pilotes britanniques Jack Fairman, Roy Salvadori et Kenneth McAlpine. Johnny Claes dispose d'un modèle identique, engagé par l'Écurie Belge.
- Cooper T23 "Usine"

Stirling Moss, qui bénéficie du soutien officiel de l'usine, dispose d'une Cooper Mark II (officiellement T23) équipée d'un moteur quatre cylindres Alta. La préparation très soignée de cette monoplace est assurée par Alf Francis. Grâce à l'utilisation de nitrométhane, la puissance dépasse les 180 chevaux, conférant à la petite et légère Cooper une vitesse de pointe élevée, au prix d'une consommation importante imposant plusieurs ravitaillements en course. Début août, cette voiture a permis à Moss de se classer troisième du Grand Prix des Sables-d'Olonne (hors championnat).
Les Britanniques Ken Wharton et Alan Brown disposent quant à eux de T23 à moteur six cylindres Bristol d'environ 150 chevaux, engagées à titre privé.
- OSCA

La marque créée par les frères Maserati est représentée par le Français Élie Bayol et le vétéran monégasque Louis Chiron, qui ont engagé leurs O.S.C.A. Type 20 personnelles. Relativement lourdes car dérivées du modèle F1 de 1951, ces monoplaces sont équipées d'un moteur six cylindres développant environ 170 chevaux.
- AFM

Tout comme au Grand Prix d'Allemagne, le vétéran allemand Hans Stuck a engagé à titre privé une AFM à moteur six cylindres Bristol.

## Coureurs inscrits
| no | Pilote                       | Écurie                    | Constructeur | Châssis        | Moteur         | Pneumatiques |
| -- | ---------------------------- | ------------------------- | ------------ | -------------- | -------------- | ------------ |
| 2  | Luigi Villoresi              | Scuderia Ferrari          | Ferrari      | Ferrari 500    | Ferrari L4     | P            |
| 4  | Alberto Ascari               | Scuderia Ferrari          | Ferrari      | Ferrari 500    | Ferrari L4     | P            |
| 6  | Giuseppe Farina              | Scuderia Ferrari          | Ferrari      | Ferrari 500    | Ferrari L4     | P            |
| 8  | Mike Hawthorn                | Scuderia Ferrari          | Ferrari      | Ferrari 500    | Ferrari L4     | P            |
| 10 | Umberto Maglioli             | Scuderia Ferrari          | Ferrari      | Ferrari 553    | Ferrari L4     | P            |
| 12 | Piero Carini                 | Scuderia Ferrari          | Ferrari      | Ferrari 553    | Ferrari L4     | P            |
| 14 | Lance Macklin                | HW Motors                 | HWM          | HWM 53         | Alta L4        | D            |
| 16 | Yves Giraud-Cabantous        | HW Motors                 | HWM          | HWM 53         | Alta L4        | D            |
| 18 | John Fitch                   | HW Motors                 | HWM          | HWM 53         | Alta L4        | D            |
| 20 | Jack Fairman                 | Connaught Engineering     | Connaught    | Connaught A    | Lea Francis L4 | D            |
| 22 | Roy Salvadori                | Connaught Engineering     | Connaught    | Connaught A    | Lea Francis L4 | D            |
| 24 | Kenneth McAlpine             | Connaught Engineering     | Connaught    | Connaught A    | Lea Francis L4 | D            |
| 26 | Johnny Claes                 | Écurie Belge              | Connaught    | Connaught A    | Lea Francis L4 | D            |
| 28 | Stirling Moss                | Cooper Car Company        | Cooper       | Cooper T23     | Alta L4        | D            |
| 30 | Ken Wharton                  | Privé                     | Cooper       | Cooper T23     | Bristol L6     | D            |
| 32 | Louis Chiron                 | Privé                     | O.S.C.A.     | OSCA 20        | O.S.C.A. L6    | P            |
| 34 | Élie Bayol                   | Privé                     | O.S.C.A.     | OSCA 20        | O.S.C.A. L6    | P            |
| 36 | Maurice Trintignant          | Equipe Gordini            | Gordini      | Gordini T16    | Gordini L6     | E            |
| 38 | Harry Schell                 | Equipe Gordini            | Gordini      | Gordini T16    | Gordini L6     | E            |
| 40 | Roberto Mieres               | Equipe Gordini            | Gordini      | Gordini T16    | Gordini L6     | E            |
| 42 | Chico Landi                  | Scuderia Milano           | Maserati     | Maserati A6GCM | Maserati L6    | P            |
| 44 | Prince Bira                  | Scuderia Milano           | Maserati     | Maserati A6GCM | Maserati L6    | P            |
| 46 | Alan Brown                   | Equipe Anglaise           | Cooper       | Cooper T23     | Bristol L6     | D            |
| 48 | Hans Stuck                   | Privé                     | AFM          | AFM 6          | Bristol L6     | E            |
| 50 | Juan Manuel Fangio           | Officine Alfieri Maserati | Maserati     | Maserati A6SSG | Maserati L6    | P            |
| 52 | Felice Bonetto               | Officine Alfieri Maserati | Maserati     | Maserati A6SSG | Maserati L6    | P            |
| 54 | Onofre Marimon               | Officine Alfieri Maserati | Maserati     | Maserati A6SSG | Maserati L6    | P            |
| 56 | Sergio Mantovani Luigi Musso | Officine Alfieri Maserati | Maserati     | Maserati A6SSG | Maserati L6    | P            |
| 58 | Emmanuel de Graffenried      | Privé                     | Maserati     | Maserati A6SSG | Maserati L6    | P            |
| 64 | Louis Rosier                 | Écurie Rosier             | Ferrari      | Ferrari 500    | Ferrari L4     | D            |

## Qualifications

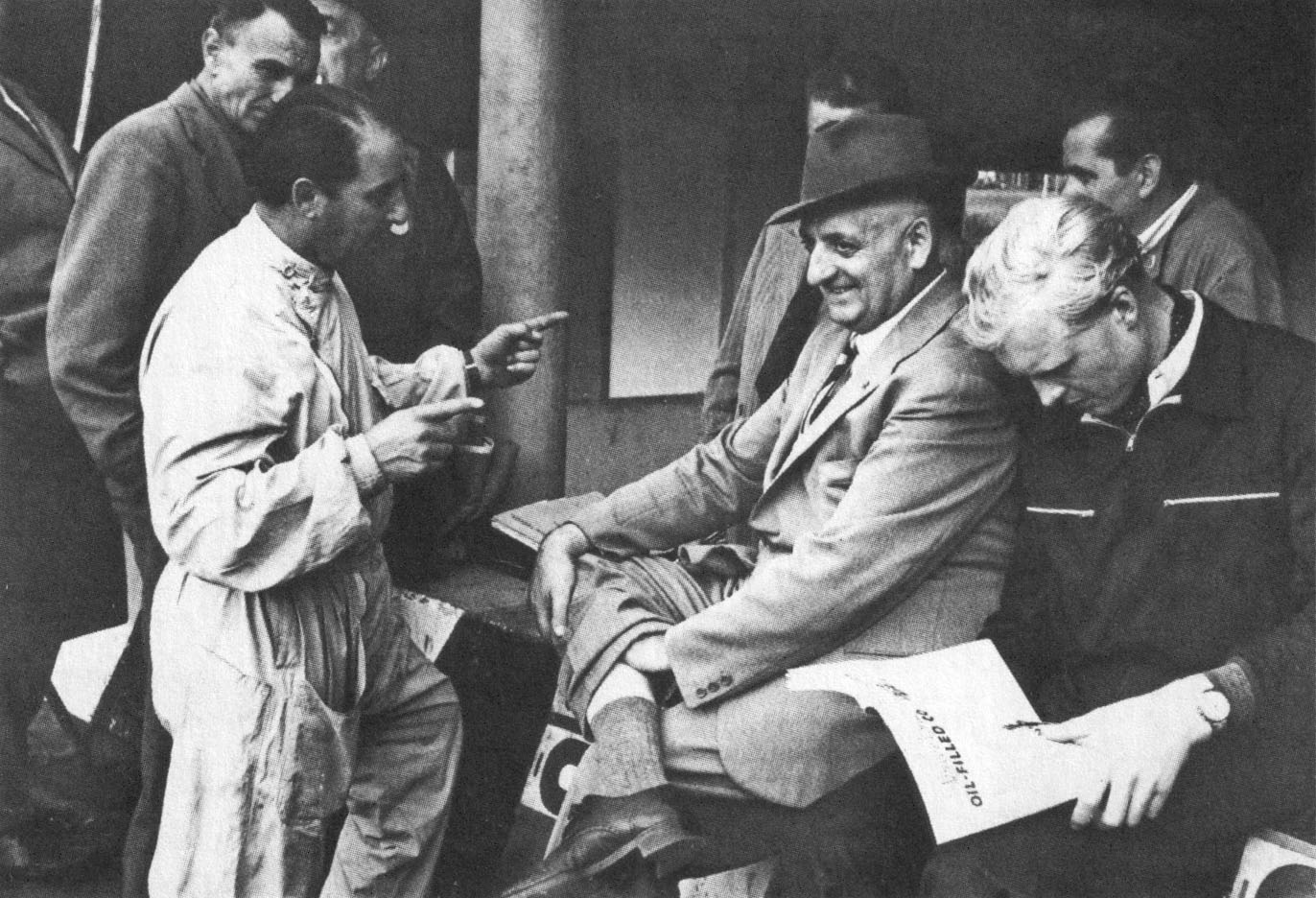
Enzo Ferrari (l'homme au chapeau), dans le stand de son équipe lors des essais ; à sa gauche Mike Hawthorn lisant un journal.

Deux séances qualificatives sont prévues le vendredi et le samedi précédant la course. Dès la première journée, on assiste à un duel serré entre la Maserati de Juan Manuel Fangio et la Ferrari d'Alberto Ascari, ce dernier se montrant le plus rapide, accomplissant son meilleur tour en 2 min 2 s 9, à la moyenne de 184,5 km/h. Au cours de cette séance, Ascari et son coéquipier Giuseppe Farina ont également essayé les nouvelles Ferrari 553, mais leur ont préféré leurs habituelles 500, la nouveauté s'étant révélée deux secondes plus lente aux mains du champion du monde.
Le lendemain, Fangio parvient à s'approcher à trois dixièmes de son rival, avec un tour en 2 min 3 s 2. Sentant la menace, Ascari repart à l'attaque et améliore de deux dixièmes son temps réalisé la veille, à près de 185 km/h de moyenne. Fangio ne s'avoue pas vaincu, et à la fin de la séance, livre un baroud d'honneur. Malheureusement pour le champion argentin, un pneu arrière éclate. Alors lancé à plus de 190 km/h, Fangio parvient néanmoins à maîtriser son bolide et à s'arrêter au bord de la piste sans aucun dommage. Ascari s'assure donc la pole position devant Fangio. Troisième à plus d'une seconde de son coéquipier, Farina complète la première ligne. Le premier à s'immiscer parmi les Ferrari et Maserati est une nouvelle fois Maurice Trintignant (Gordini), huitième à trois secondes d'Ascari. Stirling Moss, sur la petite Cooper à moteur Alta, une des voitures les plus rapides en pointe grâce à l'utilisation de nitrométhane, réalise également une belle performance, se qualifiant en dixième position.
| Pos. | no | Pilote                  | Écurie    | Temps        | Écart    |
| ---- | -- | ----------------------- | --------- | ------------ | -------- |
| 1    | 4  | Alberto Ascari          | Ferrari   | 2 min 02 s 7 | -        |
| 2    | 50 | Juan Manuel Fangio      | Maserati  | 2 min 03 s 2 | + 0 s 5  |
| 3    | 6  | Giuseppe Farina         | Ferrari   | 2 min 03 s 9 | + 1 s 2  |
| 4    | 54 | Onofre Marimon          | Maserati  | 2 min 04 s 1 | + 1 s 4  |
| 5    | 2  | Luigi Villoresi         | Ferrari   | 2 min 04 s 6 | + 1 s 9  |
| 6    | 8  | Mike Hawthorn           | Ferrari   | 2 min 04 s 9 | + 2 s 2  |
| 7    | 52 | Felice Bonetto          | Maserati  | 2 min 05 s 1 | + 2 s 4  |
| 8    | 36 | Maurice Trintignant     | Gordini   | 2 min 05 s 7 | + 3 s 0  |
| 9    | 58 | Emmanuel de Graffenried | Maserati  | 2 min 05 s 9 | + 3 s 2  |
| 10   | 28 | Stirling Moss           | Cooper    | 2 min 06 s 6 | + 3 s 9  |
| 11   | 10 | Umberto Maglioli        | Ferrari   | 2 min 06 s 9 | + 4 s 2  |
| 12   | 56 | Sergio Mantovani        | Maserati  | 2 min 07 s 5 | + 4 s 8  |
| 13   | 34 | Élie Bayol              | O.S.C.A.  | 2 min 07 s 8 | + 5 s 1  |
| 14   | 22 | Roy Salvadori           | Connaught | 2 min 08 s 0 | + 5 s 3  |
| 15   | 38 | Harry Schell            | Gordini   | 2 min 08 s 5 | + 5 s 8  |
| 16   | 40 | Roberto Mieres          | Gordini   | 2 min 08 s 8 | + 6 s 1  |
| 17   | 64 | Louis Rosier            | Ferrari   | 2 min 08 s 9 | + 6 s 2  |
| 18   | 24 | Kenneth McAlpine        | Connaught | 2 min 09 s 0 | + 6 s 3  |
| 19   | 30 | Ken Wharton             | Cooper    | 2 min 09 s 3 | + 6 s 6  |
| 20   | 12 | Piero Carini            | Ferrari   | 2 min 09 s 5 | + 6 s 8  |
| 21   | 42 | Chico Landi             | Maserati  | 2 min 09 s 7 | + 7 s 0  |
| 22   | 20 | Jack Fairman            | Connaught | 2 min 09 s 9 | + 7 s 2  |
| 23   | 44 | Prince Bira             | Maserati  | 2 min 10 s 1 | + 7 s 4  |
| 24   | 46 | Alan Brown              | Cooper    | 2 min 10 s 5 | + 7 s 8  |
| 25   | 32 | Louis Chiron            | O.S.C.A.  | 2 min 10 s 8 | + 8 s 1  |
| 26   | 18 | John Fitch              | HWM       | 2 min 11 s 0 | + 8 s 3  |
| 27   | 14 | Lance Macklin           | HWM       | 2 min 11 s 5 | + 8 s 8  |
| 28   | 16 | Yves Giraud-Cabantous   | HWM       | 2 min 11 s 9 | + 9 s 2  |
| 29   | 48 | Hans Stuck              | AFM       | 2 min 13 s 0 | + 10 s 3 |
| 30   | 26 | Johnny Claes            | Connaught | 2 min 14 s 6 | + 11 s 9 |

## Grille de départ
| 1re ligne |                                 |  | Pos. 3                            |  | Pos. 2                           |  | Pos. 1                        |
|           |                                 |  | Farina Ferrari 2 min 03 s 9       |  | Fangio Maserati 2 min 03 s 2     |  | Ascari Ferrari 2 min 02 s 7   |
| 2e ligne  | Pos. 6                          |  | Pos. 5                            |  | Pos. 4                           |  |                               |
|           | Hawthorn Ferrari 2 min 04 s 9   |  | Villoresi Ferrari 2 min 04 s 6    |  | Marimon Maserati 2 min 04 s 1    |  |                               |
| 3e ligne  |                                 |  | Pos. 9                            |  | Pos. 8                           |  | Pos. 7                        |
|           |                                 |  | Graffenried Maserati 2 min 05 s 9 |  | Trintignant Gordini 2 min 05 s 7 |  | Bonetto Maserati 2 min 05 s 1 |
| 4e ligne  | Pos. 12                         |  | Pos. 11                           |  | Pos. 10                          |  |                               |
|           | Mantovani Maserati 2 min 07 s 5 |  | Maglioli Ferrari 2 min 06 s 9     |  | Moss Cooper 2 min 06 s 6         |  |                               |
| 5e ligne  |                                 |  | Pos. 15                           |  | Pos. 14                          |  | Pos. 13                       |
|           |                                 |  | Schell Gordini 2 min 08 s 0       |  | Salvadori Connaught 2 min 08 s 0 |  | Bayol O.S.C.A. 2 min 07 s 8   |
| 6e ligne  | Pos. 18                         |  | Pos. 17                           |  | Pos. 16                          |  |                               |
|           | McAlpine Connaught 2 min 09 s 5 |  | Rosier Ferrari 2 min 09 s 3       |  | Mieres Gordini 2 min 08 s 7      |  |                               |
| 7e ligne  |                                 |  | Pos. 21                           |  | Pos. 20                          |  | Pos. 19                       |
|           |                                 |  | Landi Maserati 2 min 12 s 8       |  | Carini Ferrari 2 min 11 s 2      |  | Wharton Cooper 2 min 10 s 1   |
| 8e ligne  | Pos. 24                         |  | Pos. 23                           |  | Pos. 22                          |  |                               |
|           | Brown Cooper 2 min 14 s 8       |  | Bira Maserati 2 min 13 s 6        |  | Fairman Connaught 2 min 13 s 5   |  |                               |
| 9e ligne  |                                 |  | Pos. 27                           |  | Pos. 26                          |  | Pos. 25                       |
|           |                                 |  | Macklin HWM 2 min 18 s 2          |  | Fitch HWM 2 min 18 s 1           |  | Chiron O.S.C.A. 2 min 15 s 0  |
| 10e ligne | Pos. 30                         |  | Pos. 29                           |  | Pos. 28                          |  |                               |
|           | Claes Connaught 2 min 28 s 2    |  | Stuck AFM 2 min 24 s 1            |  | Cabantous HWM 2 min 20 s 8       |  |                               |

## Déroulement de la course
Le départ est donné par un temps chaud et ensoleillé. Au baisser du drapeau, Juan Manuel Fangio (Maserati) prend un léger avantage, mais un changement de vitesse raté le fait aussitôt retomber derrière les Ferrari d'Alberto Ascari et Giuseppe Farina et la Maserati d'Onofre Marimon. Ce dernier parvient à prendre momentanément la tête, mais au premier passage devant les stands Ascari a repris l'avantage sur le jeune Argentin. Farina et Fangio sont dans leurs roues, suivis par un étonnant Stirling Moss (Cooper) et la Maserati d'Emmanuel de Graffenried. À la fin du second tour, les quatre premiers ont nettement creusé l'écart sur le reste du peloton, alors que Moss s'arrête au stand, suspectant une fuite d'huile. Le pilote britannique repart peu après, mais il a perdu de nombreuses positions. Entre-temps, Luigi Villoresi (Ferrari) a pris la cinquième place, juste devant son coéquipier Mike Hawthorn et la Gordini de Maurice Trintignant.
Les quatre hommes de tête se livrent une bataille très serrée, les positions changent continuellement au gré de l'aspiration. Les Maserati bénéficient d'une meilleure vitesse de pointe, les Ferrari d'une meilleure tenue de route. Ascari mène le plus souvent, mais ne parvient pas à se détacher de ses poursuivants. Durant plus de la moitié de la course, le groupe va rester soudé, l'écart entre le premier et le quatrième n'excédant jamais deux à trois secondes. Ce peloton de tête va cependant se réduire à trois voitures lorsqu'au quarante-sixième tour Marimon effectue un tête-à-queue dans la courbe Nord et sort de la piste, endommageant son radiateur d'huile. Il peut repartir, mais doit s'arrêter au stand pour réparation. L'intervention des mécaniciens va durer environ six minutes, et lorsqu'il peut enfin reprendre la course, il est tombé à la treizième place, comptant trois tours de retard sur les leaders.
Ascari, Farina et Fangio restent seuls en tête, mais la lutte pour la victoire reste toujours aussi serrée. Derrière, à bonne distance, la quatrième place est également très disputée entre Villoresi, Hawthorn et Trintignant. Bien que très attardé, Marimon s'accroche au trio de tête lorsque celui-ci le dépasse pour la quatrième fois, et ce sont à nouveau quatre voitures qui roulent de concert sur le devant de la scène. Au cinquantième passage, Fangio mène; il va conserver l'avantage quelques tours, avant qu'Ascari et Farina, toujours soudés l'un à l'autre, ne le dépassent, creusant un léger écart. Fangio parvient toutefois à rejoindre les deux Ferrari de tête, et la lutte reprend de plus belle. Aux trois quart de la course, Villoresi et Hawthorn, qui ont distancé Trintignant, sont rejoints. C'est maintenant un groupe compact de six voitures qui roulent à tombeau ouvert : les deux Ferrari d'Ascari et Farina et la Maserati de Fangio, en lutte pour la victoire, Villoresi et Hawthorn qui comptent un tour de retard, puis Marimon qui en compte trois et dont le seul but est d'aider son coéquipier à vaincre les Ferrari. Prudent, désireux de rester en dehors des débats, Hawthorn n'insiste pas et lève un peu le pied, laissant les cinq autres pilotes en découdre.
À quelques tours de l'arrivée, le combat se fait encore plus intense. Ascari est le plus souvent en tête, mais Farina et Fangio échangent continuellement leurs positions, Villoresi et Marimon restant accrochés à leur sillage. Au soixante-dix-huitième passage devant les tribunes, les deux Ferrari et la Maserati de tête sont pratiquement ex-æquo, l'avantage d'Ascari étant infime, et le suspense est à son comble. Au tour suivant, seulement trois dixièmes de secondes séparent les trois champions, emmenés par Ascari, et le public retient son souffle. À l'abord du dernier virage, la courbe sud, Ascari, toujours en tête, rattrape un attardé et choisit de le passer à l'extérieur. L'espace est très restreint, mais le champion italien est talonné par ses poursuivants et toute hésitation lui ferait perdre un temps précieux. À environ 170 km/h, Ascari s'engouffre dans l'ouverture mais cette partie de la piste est maculée d'huile et la Ferrari effectue un impressionnant tête-à-queue, juste devant Farina et Fangio, au coude à coude. Pour éviter son coéquipier, Farina freine et effectue une embardée à l'extérieur de la piste. Fangio parvient très habilement à éviter les deux Ferrari, plongeant à l'intérieur, et sort de la courbe en tête. Marimon, quant à lui, ne peut éviter de percuter la Ferrari du champion du monde, dont la course s'achève à quelques centaines de mètres de l'arrivée.
Au terme de ce final dramatique, Fangio remporte une victoire historique, donnant à Maserati sa première victoire en championnat et mettant un terme à deux années de domination de la Ferrari 500. Farina, très déçu, termine deuxième à un peu plus d'une seconde. Seuls ces deux pilotes ont accompli l'entièreté de la course. Villoresi, qui a également évité les voitures en perdition, hérite de la troisième place, devançant son coéquipier Hawthorn et un très méritant Trintignant qui a accompli une course exemplaire au volant de sa Gordini.

### Classements intermédiaires
Classements intermédiaires des monoplaces aux premier, dixième, vingtième, quarantième, cinquantième, soixantième et soixante-dixième tours,.

### Classement de la course

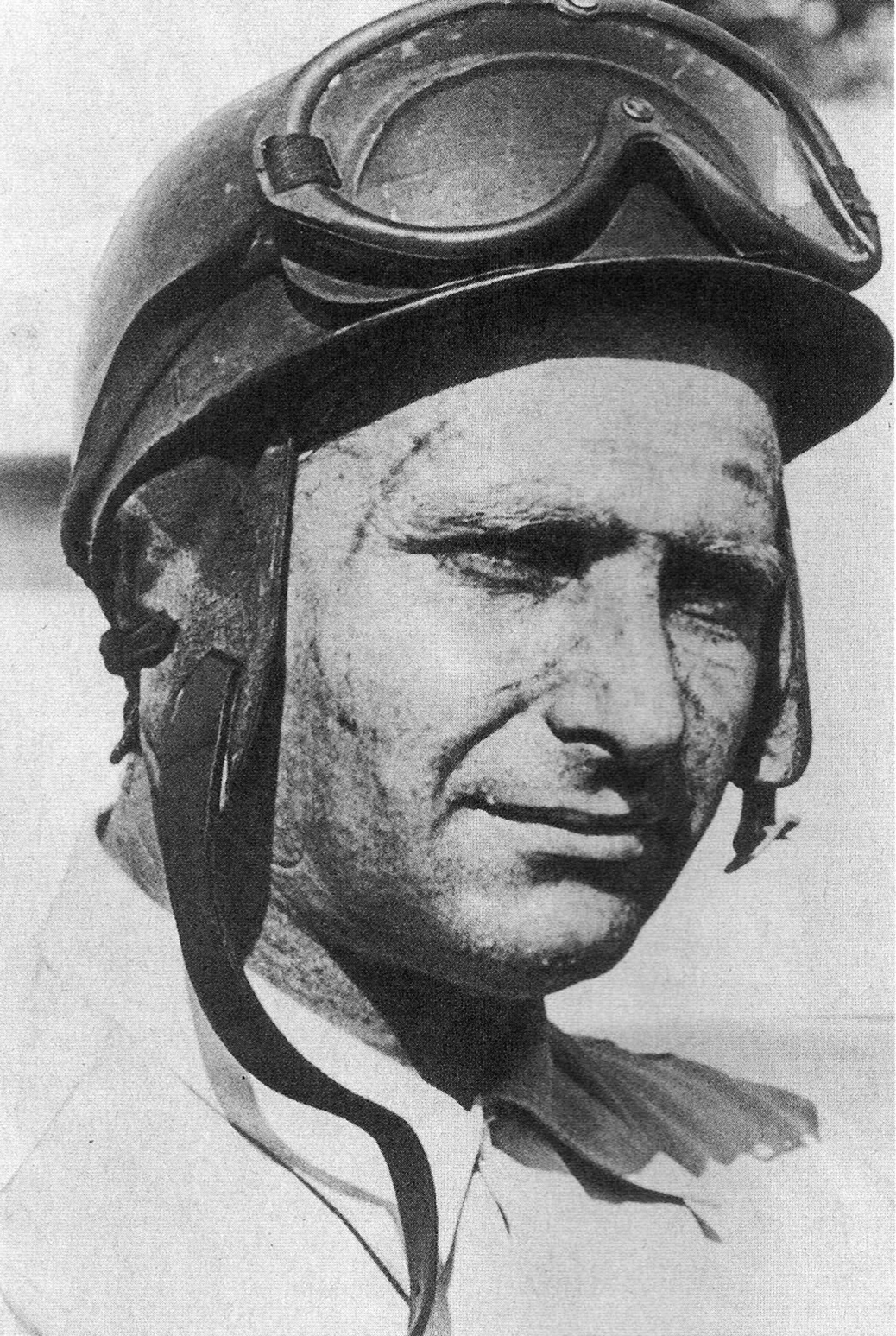
Vainqueur de l'ultime manche du championnat, Juan Manuel Fangio a mis un terme à la domination Ferrari.

| Pos  | no | Pilote                       | Écurie                | Tours | Temps/Abandon                  | Grille | Points |
| ---- | -- | ---------------------------- | --------------------- | ----- | ------------------------------ | ------ | ------ |
| 1    | 50 | Juan Manuel Fangio           | Maserati              | 80    | 2 h 49 min 45 s 9              | 2      | 9      |
| 2    | 6  | Giuseppe Farina              | Ferrari               | 80    | 2 h 49 min 47 s 3 (+ 1 s 4)    | 3      | 6      |
| 3    | 2  | Luigi Villoresi              | Ferrari               | 79    | 2 h 49 min 49 s 2 (+ 1 tour)   | 5      | 4      |
| 4    | 8  | Mike Hawthorn                | Ferrari               | 79    | 2 h 50 min 7 s 6 (+ 1 tour)    | 6      | 3      |
| 5    | 36 | Maurice Trintignant          | Gordini               | 79    | 2 h 51 min 11 s 0 (+ 1 tour)   | 8      | 2      |
| 6    | 40 | Roberto Mieres               | Gordini               | 77    | 2 h 50 min 45 s 0 (+ 3 tours)  | 16     |        |
| 7    | 56 | Sergio Mantovani Luigi Musso | Maserati              | 76    | 2 h 50 min 44 s 3 (+ 4 tours)  | 12     |        |
| 8    | 10 | Umberto Maglioli             | Ferrari               | 76    | 2 h 51 min 50 s 4 (+ 4 tours)  | 11     |        |
| 9    | 38 | Harry Schell                 | Gordini               | 75    | 2 h 50 min 46 s 0 (+ 5 tours)  | 15     |        |
| 10   | 32 | Louis Chiron                 | O.S.C.A.              | 72    | 2 h 51 min 27 s 7 (+ 8 tours)  | 25     |        |
| 11   | 44 | Prince Bira                  | Maserati              | 72    | 2 h 52 min 12 s 3 (+ 8 tours)  | 23     |        |
| 12   | 46 | Alan Brown                   | Cooper-Bristol        | 70    | 2 h 51 min 12 s 7 (+ 10 tours) | 24     |        |
| 13   | 28 | Stirling Moss                | Cooper-Alta           | 70    | 2 h 51 min 44 s 4 (+ 10 tours) | 10     |        |
| 14   | 48 | Hans Stuck                   | AFM-Bristol           | 67    | + 13 tours                     | 29     |        |
| 15   | 16 | Yves Giraud Cabantous        | HWM-Alta              | 67    | + 13 tours                     | 28     |        |
| 16   | 64 | Louis Rosier                 | Ferrari               | 65    | + 15 tours                     | 17     |        |
| Abd. | 4  | Alberto Ascari               | Ferrari               | 79    | Accident                       | 1      |        |
| Abd. | 52 | Felice Bonetto               | Maserati              | 77    | Panne d'essence                | 7      |        |
| Abd. | 54 | Onofre Marimón               | Maserati              | 75    | Accident                       | 4      |        |
| Abd. | 58 | Emmanuel de Graffenried      | Maserati              | 70    | Moteur                         | 9      |        |
| Nc.  | 20 | Jack Fairman                 | Connaught-Lea Francis | 61    | Non classé                     | 22     |        |
| Nc.  | 30 | Ken Wharton                  | Cooper-Bristol        | 57    | Non classé                     | 19     |        |
| Nc.  | 24 | Kenneth McAlpine             | Connaught-Lea Francis | 56    | Non classé                     | 18     |        |
| Abd. | 12 | Piero Carini                 | Ferrari               | 40    | Moteur                         | 20     |        |
| Abd. | 22 | Roy Salvadori                | Connaught-Lea Francis | 33    | Accélérateur                   | 14     |        |
| Abd. | 2  | Chico Landi                  | Maserati              | 18    | Moteur                         | 21     |        |
| Abd. | 34 | Élie Bayol                   | O.S.C.A.              | 17    | Moteur                         | 13     |        |
| Abd. | 18 | John Fitch                   | HWM-Alta              | 14    | Moteur                         | 26     |        |
| Abd. | 26 | Johnny Claes                 | Connaught-Lea Francis | 7     | Distribution d'essence         | 30     |        |
| Abd. | 14 | Lance Macklin                | HWM-Alta              | 6     | Moteur                         | 27     |        |

Légende :
- Abd.= Abandon

### Pole position et record du tour
- Pole position :  Alberto Ascari en 2 min 02 s 7 (vitesse moyenne : 184,841 km/h). Temps réalisé lors de la seconde journée d'essais[12].
- Meilleur tour en course :  Juan Manuel Fangio en 2 min 04 s 5 (vitesse moyenne : 182,169 km/h) au trente-neuvième tour.

### Tours en tête
- Alberto Ascari : 62 tours (1-6 / 9 / 14-24 / 29-33 / 36-40 / 42-45 / 47-49 / 53-79 )
- Juan Manuel Fangio : 13 tours (7-8 / 11 / 25 / 27-28 / 34-35 / 41 / 50-52 / 80)
- Giuseppe Farina : 5 tours (10 / 12-13 / 26 / 46)

## Classement final du championnat
- attribution des points : 8, 6, 4, 3, 2 respectivement aux cinq premiers de chaque épreuve et 1 point supplémentaire pour le pilote ayant accompli le meilleur tour en course (signalé par un astérisque). Le point du record du tour est partagé entre Alberto Ascari et José Froilán González au Grand Prix de Grande Bretagne.
- Le règlement permet aux pilotes de se relayer sur une même voiture, les points éventuellement acquis étant alors partagés. Sam Hanks et Duane Carter marquent chacun deux points pour leur troisième place à Indianapolis, Fred Agabashian et Paul Russo marquent chacun un point et demi pour leur quatrième place dans cette même course, Felice Bonetto et José Froilán González marquent chacun deux points pour leur troisième place aux Pays-Bas, Juan Manuel Fangio et Felice Bonetto marquent chacun un point et demi pour leur quatrième place en Suisse.
- Seuls les quatre meilleurs résultats sont comptabilisés. Alberto Ascari doit donc décompter les huit points acquis en Belgique, les trois points acquis en France et le point acquis en Allemagne, totalisant trente-quatre points et demi effectifs pour quarante-six points et demi marqués. De même, Juan Manuel Fangio doit décompter le point et demi acquis en France, totalisant vingt-huit points effectifs pour vingt-neuf points et demi marqués ; Giuseppe Farina doit décompter les deux points acquis en France et les quatre points acquis en Grande-Bretagne, totalisant vingt-six points effectifs pour trente-deux points marqués ; Mike Hawthorn doit décompter les trois points acquis aux Pays-Bas, les deux points acquis en Grande-Bretagne et les trois points acquis en Italie, totalisant dix-neuf points effectifs pour vingt-sept points marqués ; José Froilán González doit décompter le point acquis en Belgique, totalisant treize points et demi effectifs pour quatorze points et demi marqués.
- Sur dix épreuves qualificatives prévues pour le championnat du monde 1953, neuf ont effectivement été courues : début septembre les organisateurs du Grand Prix d'Espagne (programmé le 26 octobre) ont annulé l'épreuve à la suite de l'annonce du forfait de la Scuderia Ferrari pour cette course[2].

| Pos. | Pilote                  | Écurie       | Points      | ARG | 500 | NL  | BEL  | FRA | GBR  | ALL  | SUI   | ITA |
| ---- | ----------------------- | ------------ | ----------- | --- | --- | --- | ---- | --- | ---- | ---- | ----- | --- |
| 1    | Alberto Ascari          | Ferrari      | 34,5 (46,5) | 9*  | -   | 8   | (8)  | (3) | 8,5* | (1*) | 9*    | -   |
| 2    | Juan Manuel Fangio      | Maserati     | 28 (29,5)   | -   | -   | -   | -    | 7*  | 6    | 6    | (1,5) | 9*  |
| 3    | Giuseppe Farina         | Ferrari      | 26 (32)     | -   | -   | 6   | -    | (2) | (4)  | 8    | 6     | 6   |
| 4    | Mike Hawthorn           | Ferrari      | 19 (27)     | 3   | -   | (3) | -    | 8   | (2)  | 4    | 4     | (3) |
| 5    | Luigi Villoresi         | Ferrari      | 17          | 6   | -   | 1*  | 6    | -   | -    | -    | -     | 4   |
| 6    | José Froilán González   | Maserati     | 13,5 (14,5) | 4   | -   | 2   | (1*) | 4   | 3,5* | -    | -     | -   |
| 7    | Bill Vukovich           | Kurtis Kraft | 9           | -   | 9*  | -   | -    | -   | -    | -    | -     | -   |
| 8    | Emmanuel de Graffenried | Maserati     | 7           | -   | -   | 2   | 3    | -   | -    | 2    | -     | -   |
| 9    | Felice Bonetto          | Maserati     | 6,5         | -   | -   | 2   | -    | -   | -    | 3    | 1,5   | -   |
| 10   | Art Cross               | Kurtis Kraft | 6           | -   | 6   | -   | -    | -   | -    | -    | -     | -   |
| 11   | Onofre Marimon          | Maserati     | 4           | -   | -   | -   | 4    | -   | -    | -    | -     | -   |
|      | Maurice Trintignant     | Gordini      | 4           | -   | -   | -   | 2    | -   | -    | -    | -     | 2   |
| 13   | Sam Hanks               | Kurtis Kraft | 2           | -   | 2   | -   | -    | -   | -    | -    | -     | -   |
|      | Duane Carter            | Kurtis Kraft | 2           | -   | 2   | -   | -    | -   | -    | -    | -     | -   |
|      | Oscar Alfredo Gálvez    | Maserati     | 2           | 2   | -   | -   | -    | -   | -    | -    | -     | -   |
|      | Jack McGrath            | Kurtis Kraft | 2           | -   | 2   | -   | -    | -   | -    | -    | -     | -   |
|      | Hermann Lang            | Maserati     | 2           | -   | -   | -   | -    | -   | -    | -    | 2     | -   |
| 18   | Fred Agabashian         | Kurtis Kraft | 1,5         | -   | 1,5 | -   | -    | -   | -    | -    | -     | -   |
|      | Paul Russo              | Kurtis Kraft | 1,5         | -   | 1,5 | -   | -    | -   | -    | -    | -     | -   |

## À noter
- 7e victoire en championnat du monde pour Juan Manuel Fangio.
- 1re victoire en championnat du monde pour Maserati en tant que constructeur.
- 1re victoire en championnat du monde pour Maserati en tant que motoriste.
- 2e titre de champion du monde pour Alberto Ascari.
- Voiture copilotée : no 56 ; Sergio Mantovani (38 tours) puis Luigi Musso (38 tours).